# Vovneanka, Mirhorod
Vovneanka (în ucraineană Вовнянка) este o comună în raionul Mirhorod, regiunea Poltava, Ucraina, formată numai din satul de reședință.

## Demografie
Componența lingvistică a comunei Vovneanka
     Ucraineană (94,96%)
     Rusă (4,61%)
     Alte limbi (0,22%)
Conform recensământului din 2001, majoritatea populației comunei Vovneanka era vorbitoare de ucraineană (94,96%), existând în minoritate și vorbitori de rusă (4,61%).